# Solanum albornozii
Solanum albornozii är en potatisväxtart som beskrevs av Donovan Stewart Correll. Solanum albornozii ingår i släktet skattor som ingår i familjen potatisväxter. IUCN kategoriserar arten globalt som starkt hotad. Inga underarter finns listade i Catalogue of Life.